# 崔賾 (隋)
崔 賾（さい さく、550年 - 618年）は、中国の隋の官僚・文学者。字は祖濬。本貫は博陵郡安平県。

## 経歴
崔廓の子として生まれた。7歳で文章を作ることができた。成長すると身体が小柄で弁才があった。開皇初年、秦王楊俊の推薦を受けて、射策に及第し、文帝の命を受けて儒者たちとともに礼楽の制定にあたり、校書郎に任じられた。まもなく協律郎に転じ、太常卿の蘇威に重んじられた。母が死去したため、崔賾は職を去って喪に服し、水や飲み物を5日のあいだ口に入れなかった。
河南王楊昭と豫章王楊暕の侍読として召し出され、1日のうちに二王の邸を往来した。601年（仁寿元年）、楊昭が晋王となると、崔賾はその下で記室参軍となり、楊暕のもとから離れた。楊暕は崔賾を手放すのを惜しんでやまなかった。晋王の邸の文章の多くは崔賾の手によって書かれた。605年（大業元年）、楊昭が皇太子となると、崔賾は太子齋帥に任じられ、まもなく舎人に転じた。606年（大業2年）、楊昭が死去すると、崔賾は病を理由に家に帰った。
後に煬帝に召し出されて起居舎人となった。608年（大業4年）、煬帝に従って汾陽宮に入り、河陽鎮に宿営した。藍田県令の王曇が藍田山で玉製の人形を入手し、奏上した。煬帝がこの玉人について群臣に諮問すると、崔賾は東魏の盧元明の『嵩高山廟記』を引いて、玉人を神人とみなし、慶賀したので、煬帝は喜んだ。崔賾が煬帝に従って太行山に登ったとき、煬帝が「どこに羊腸の坂があるのか」と問うと、崔賾は「『漢書』地理志によると、上党郡壷関県に羊腸の坂があるといいます」と答えた。煬帝が「そうではない」というと、崔賾は「皇甫謐の『地書』によると、太原郡の北90里に羊腸の坂があるといいます」と答えた。煬帝は「そうだな」といい、「崔祖濬はいわゆる一を問うと二を知るというものだ」と牛弘にいった。609年（大業5年）、崔賾は煬帝の命を受けて儒者たちと『区宇図志』250巻を編纂し、上奏した。煬帝がこれをよくないとして、さらに虞世基と許善心に命じて600巻に増補させた。父が死去したため、崔賾は職を去って喪に服した。まもなく喪に服したまま、事務を見るよう命じられた。
高句麗遠征のとき、崔賾は鷹揚長史に任じられた。高句麗の地に隋の郡県を置いて名づけたのは、崔賾の発議によるものであった。煬帝の命を受けて崔賾は『東征記』を作った。613年（大業9年）、越王楊侗の長史に任じられた。ときに山東で反乱が続発したため、崔賾は煬帝の命を受けて高陽郡と襄国郡の反乱軍を説得して、800人あまりの頭目を帰順させた。616年（大業12年）、煬帝に従って江都に下向した。618年（大業14年）、宇文化及が煬帝を殺害すると、崔賾は著作郎として召し出されたが、道中で病にかかり、彭城で死去した。享年は69。
崔賾は元善・柳䛒・王劭・姚察・諸葛潁・劉焯・劉炫らと仲が良く、休暇のたびに終日清談にふけっていた。崔賾の著した詞・賦・碑・誌は10万言あまりにおよび、『洽聞志』7巻や『八代四科志』30巻を編纂したが、頒布されないうちに江都が破壊されたため、みな灰燼に帰した。

## 伝記資料
- 『隋書』巻77 列伝第42
- 『北史』巻88 列伝第76